# Pubické ochlupení
Pubické ochlupení (latinsky: pubes) je ochlupení rostoucí v oblasti genitálií, třísel a někdy i na horní části stehen (u dospělé ženy se pubické ochlupení vyskytuje na stydkém pahorku a velkých stydkých pyscích). Jedná se o druhotný pohlavní znak, který se začíná projevovat v období puberty. Na rozdíl od vlasů dorůstá pubické ochlupení pouze 3 až 8 centimetrů a má jinou strukturu. Růst pubického ochlupení je daný hormony a jeho intenzita se rozděluje do pěti stupňů podle tzv. Tannerovy stupnice, zavedené britským pediatrem Jamesem Tannerem.

## Klasifikace
Tannerova stupnice (klasifikace) stádií vývoje pubického ochlupení má následujících pět stupňů. Rob, Martan a Citterbart ve své knize Gynekologie zmiňují projev u žen v následujících stádiích:
| Stádium      | Popis | Věk             |
| ------------ | --- | --------------- |
| stádium Ph 1 | zcela bez ochlupení (preadolescentní) | mladší 10 let   |
| stádium Ph 2 | malé množství dlouhého prachového chmýří se slabou pigmentací zejména na stydkém pahorku a stydkých pyscích (u mužů tomu odpovídá ochlupení u kořene penisu a šourku) | 10–11,5         |
| stádium Ph 3 | chlupy se stávají tmavší, hrubší a kudrnaté a rozšiřují se bočně přes stydkou sponu (symfýzu, lat. symphysis pubica) | 11,5–13         |
| stádium Ph 4 | ochlupení adultní kvality a typu, avšak menšího rozsahu než u dospělých jedinců; u dívek pokrývá celý trojúhelník hrmy, vynechává jen laterální úhly, pokrývá i celá labia | 13–15           |
| stádium Ph 5 | plně adultní ochlupení; na rozdíl od předcházejícího stádia překračuje i na přilehlé části stehen. Horní hranice ochlupení je ostrá a horizontálně rovná (ženský typ ochlupení). Někdy pokračuje přes tuto hranici vzhůru v úzké trojúhelníkovité oblasti vybíhající až k pupku (mužský čili virilní typ ochlupení) | více než 15 let |

## Společnost a kultura

### Upravování a odstraňování
Upravování nebo úplné odstranění pubického ochlupení se stalo v mnoha kulturách běžné či zvykem. V islámských společenstvích je odstraňování pubického ochlupení náboženstvím podporovanou praktikou. Odstraňování pubického ochlupení se označuje jako depilace (pokud jsou odstraňovány pouze viditelné chloupky) či epilace (pokud je odstraněno ochlupení i s kořínky). Upravování a odstraňování však není pouze doménou žen; existuje i u mužů. Mezi důvody odstraňování pubického ochlupení patří hygiena, estetika, tradice, náboženství a sexuální praktiky.

## Galerie

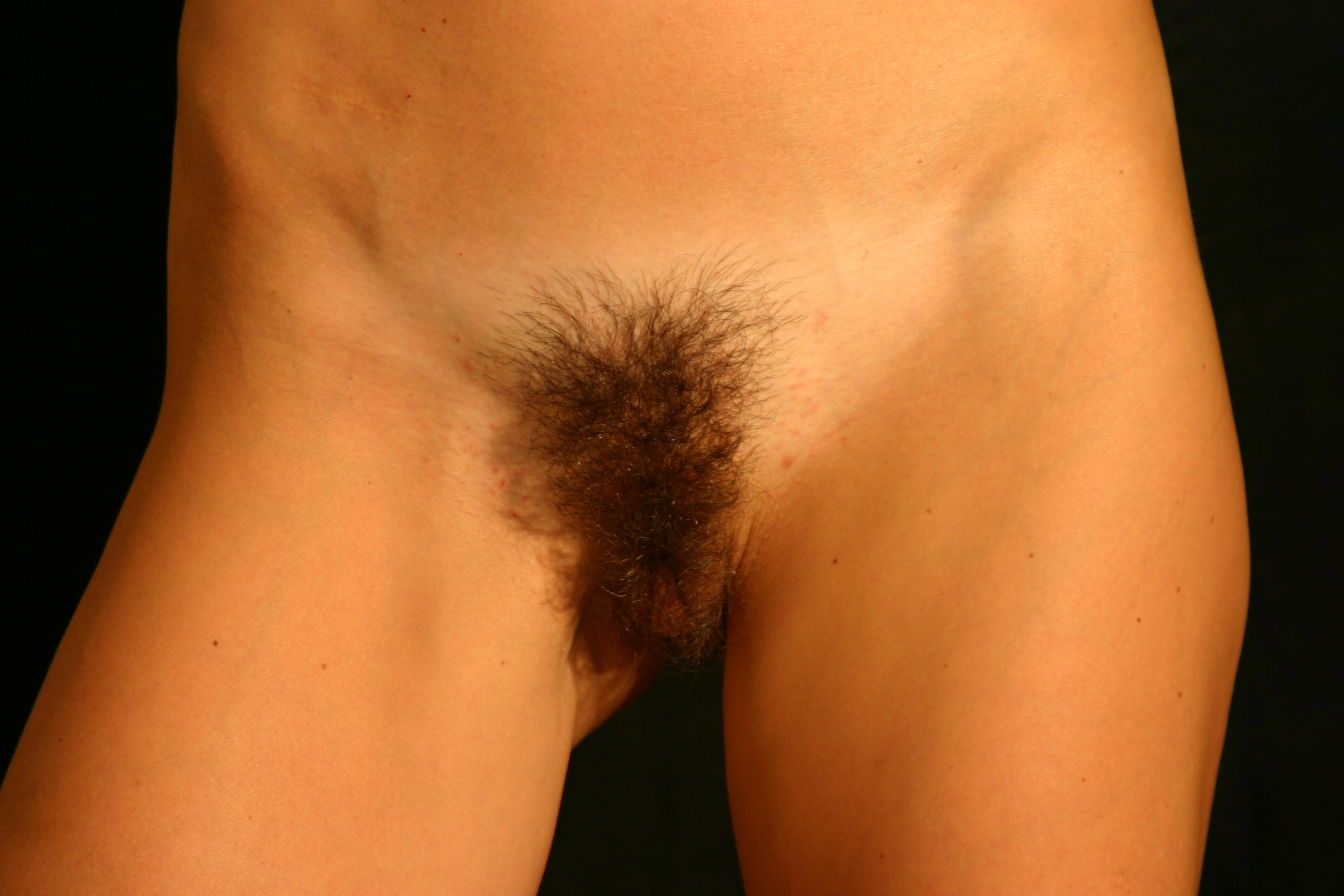
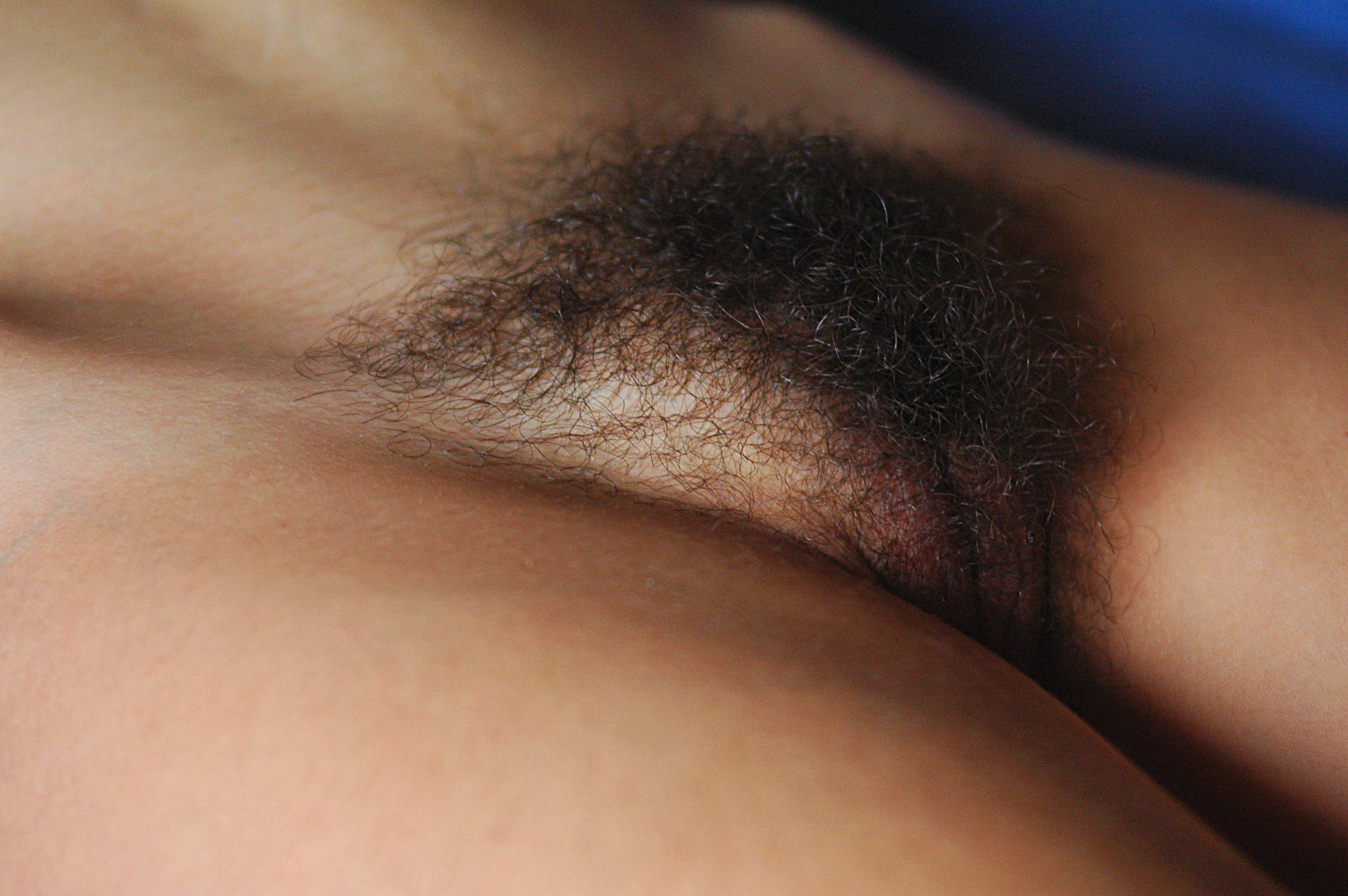
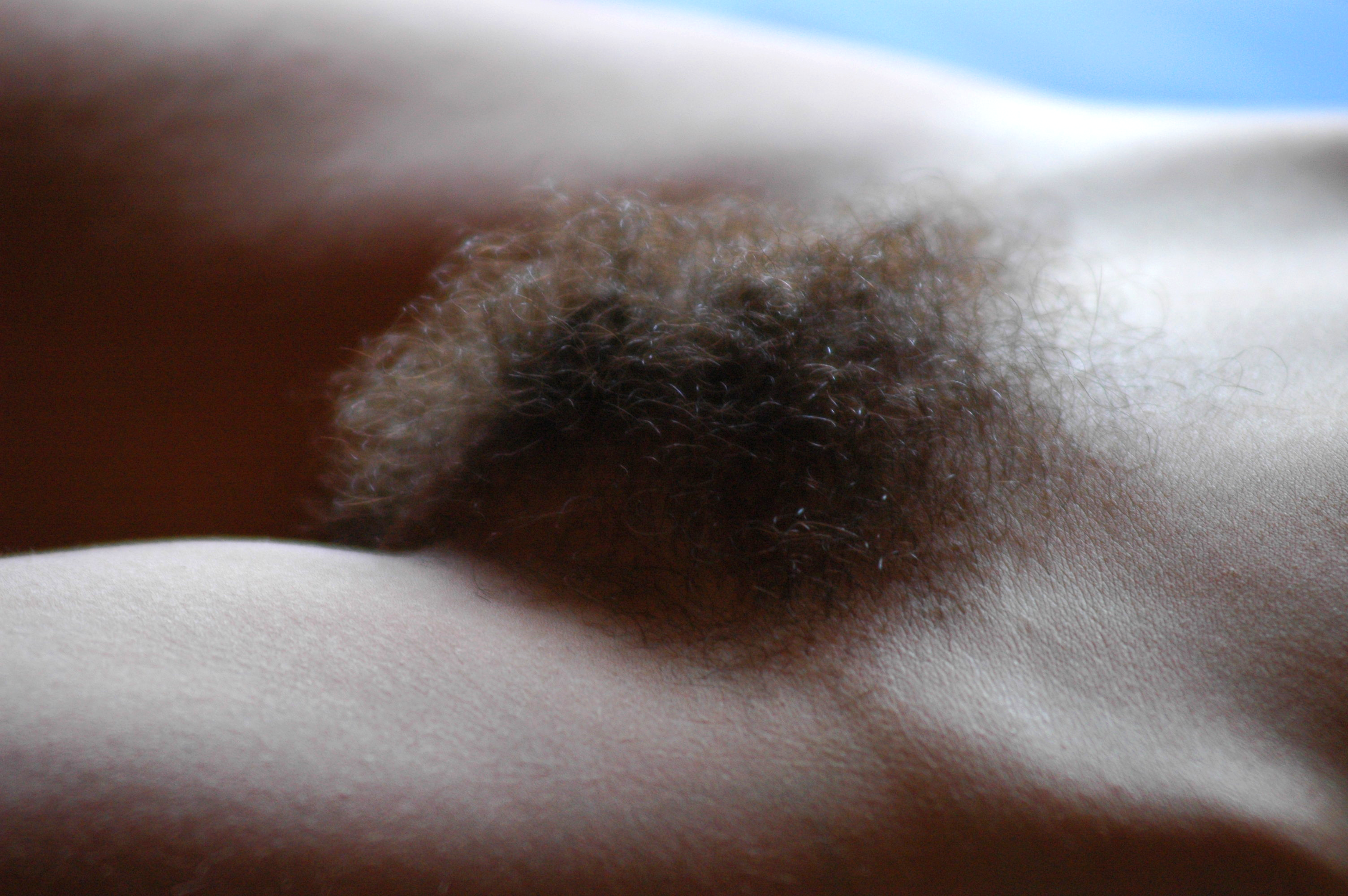
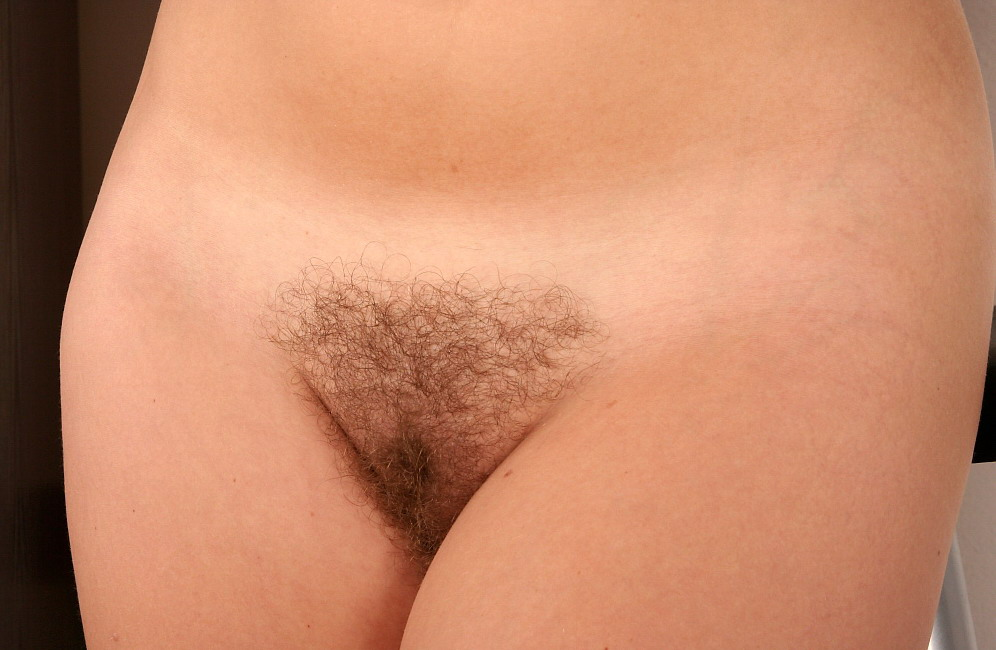
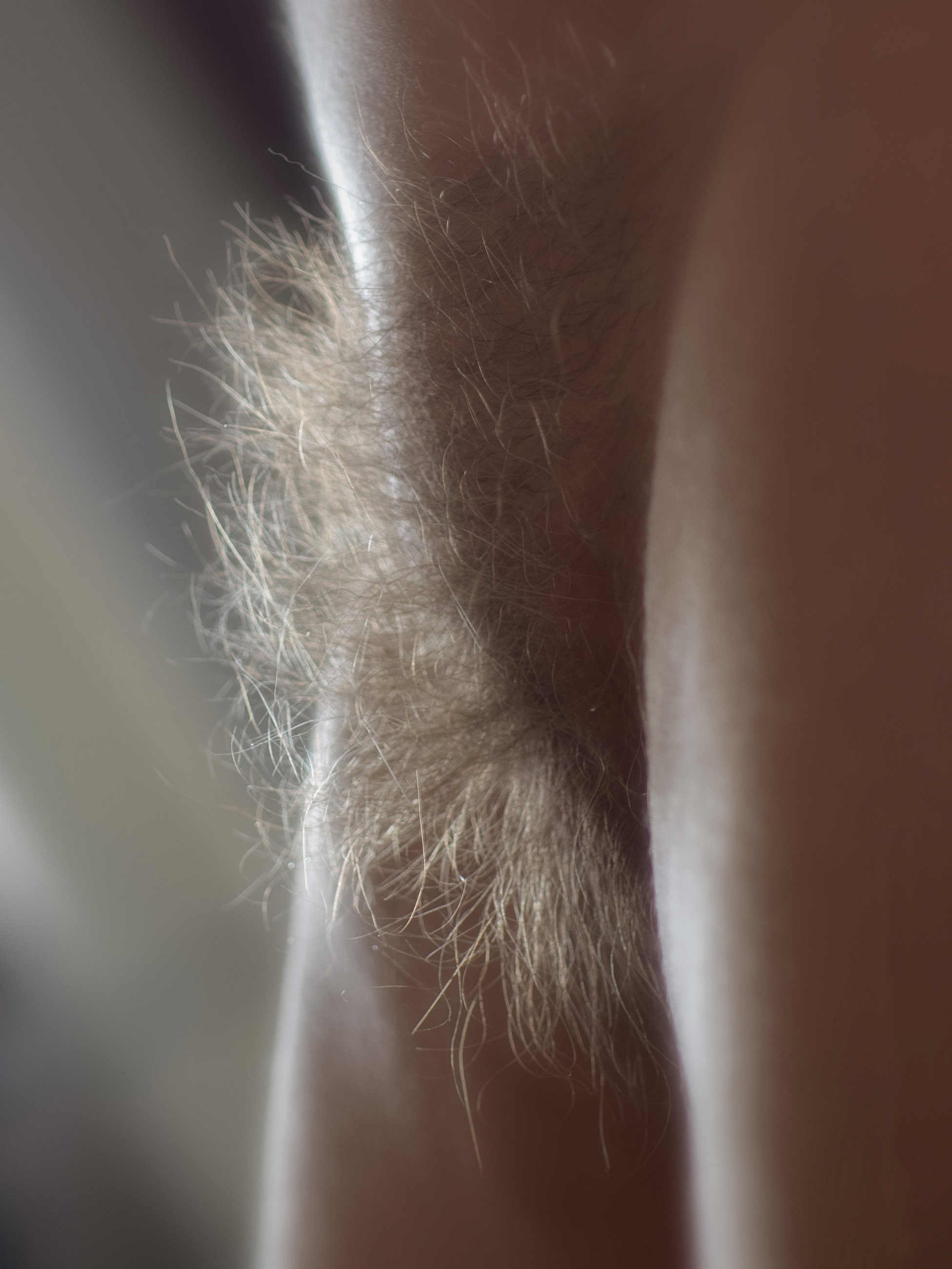
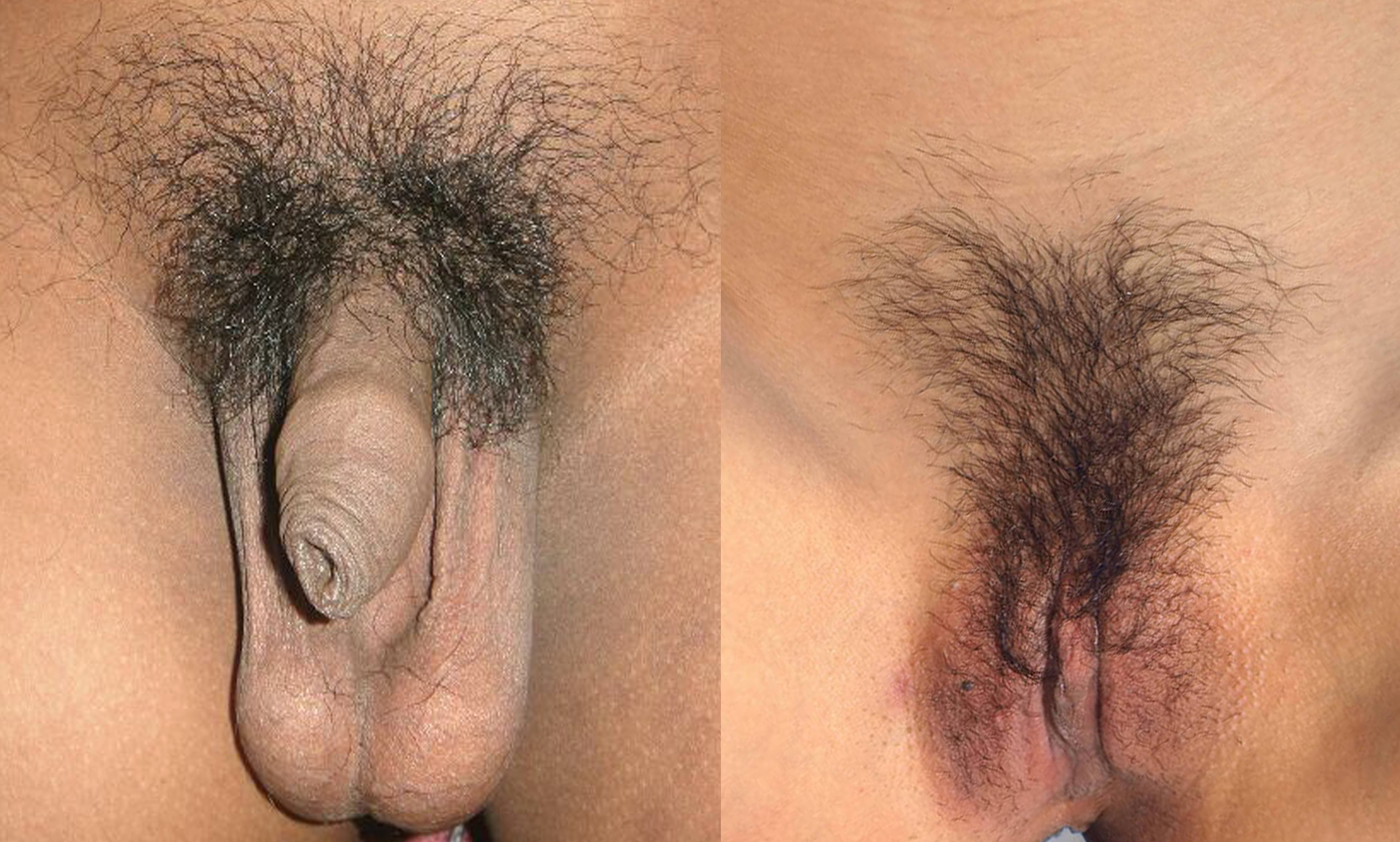